# Ragnarök

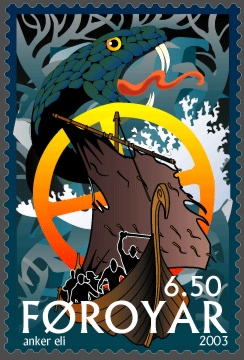
Poštovní známka Faerských ostrovů s vyobrazením Ragnaröku

Ragnarök („sudba bohů“) je v severské mytologii série událostí vrcholící bitvou mezi bohy a jotuny a koncem světa, následovaná znovuzrozením světa. Užívána je také forma ragnarøkkr („soumrak bohů“), poprvé užitá Snorrim Sturlusonem a která byla zpopularizována v německém překladu jako Götterdammerung stejnojmennou operou, poslední z cyklu Prsten Nibelungův, Richarda Wagnera. Slovo ragna je genitivem od regin, nejobvyklejšího označení bohů jako skupiny bytostí v staroseverštině, které má význam zhruba „vládci“.
Nejdůležitějším zdrojem o ragnaröku je Vědmina píseň z Poetické Eddy, přičemž další detaily jsou obsaženy v Písni o Vaftrúdnim z téhož díla. V próze tyto události převyprávěl a dalšími detaily doplnil Snorri Sturluson v mladší Prozaické Eddě.
Mýty zjevně pojednávající o konci světa jsou v indoevropských tradicích vzácné, vedle tohoto severského podání se objevuje pouze zarathuštrická apokalypsa zvaná frašokereti. Oba mýty sdílejí i některé motivy: ztráta ruky v důsledku křivé přísahy či podvodu, spoutání či zajetí zloducha který je osvobozen před koncem světa, dlouhá zima konci světa předcházející. Jaan Puhvel tento mýtus spojuje také s bitvou na Kuruovském poli z Mahábháraty, přičemž Vídara považuje za analogického Kršnovi-Višnuovi a Heimdalla Bhíšmou-Djausovi.

## Zdroje

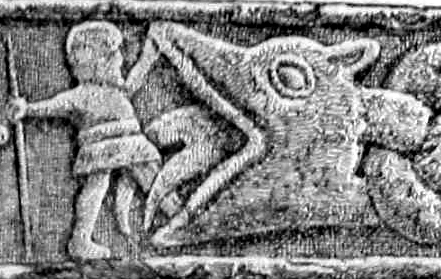
Víðarr bojuje s Fenrirem. Detail z Gosforthského kříže v Cumbrii na severozápadě Anglie, 10. století

### Poetická Edda
Událostmi ragnaröku se zabývá téměř celá druhá polovina Vědminy písně z Poetické Eddy. Jejich popisu předchází zmínky o smrti boha Baldra a o několika podsvětních bytostech a jotunech jako Brimi, Nidhögg a Garm. Samotný ragnarök zpěvem zlatého kohouta, který budí vojska bohů, uvolněním pout Fenriho a nastolením všeobecného chaosu:
Bratr bude
bojovat s bratrem,
sourozenci zničí
svazky rodu,
zle je na zemi,
zrazují ženy,
meče planou,
praskají štíty,
burácí bouře,
vlčí je věk,
nikdo nikoho
nechce šetřit,
až celý svět
propadne zkáze.

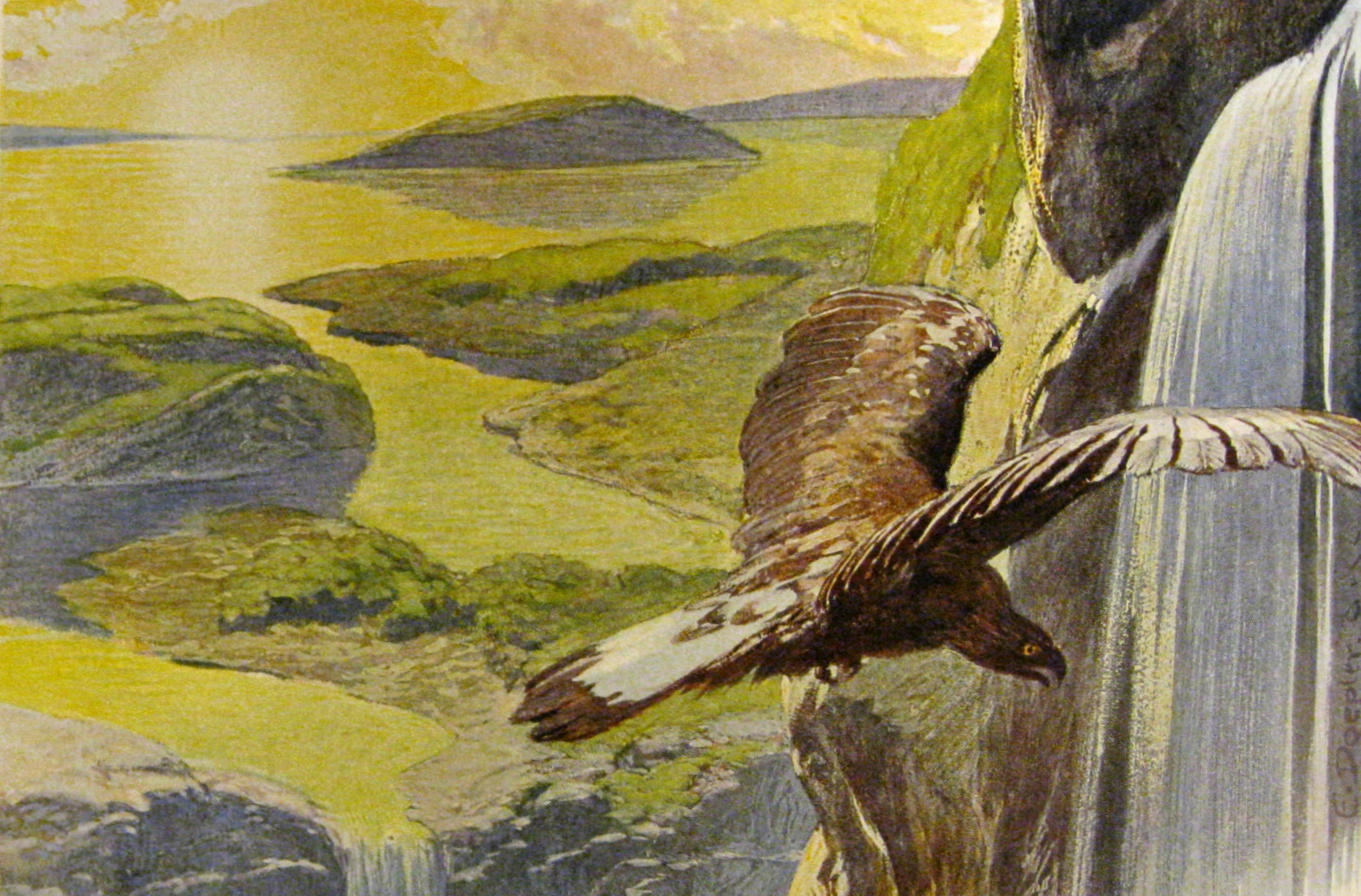
Emil Doepler, Nový svět povstává po ragnaröku

Nastavají bitva je ohlášena Heimdallovým rohem Gjallarhorn a světový strom Yggdrasil se chvěje v kořenech. Do boje se postupně zapojí následující protivníci bohů:
- vlk Fenri
- jotun Hrým
- had Jörmungand
- Loki řídící loď Naglfar
- jotun Surt, vládce Múspelu

A na straně bohů:
- Ódin proti Fenrimu
- Frey proti Surtovi
- Vídar proti Fenrimu
- Thór proti Jörmungandovi

Po popisu těchto bojů následují verše o konci světa a jeho znovuzrození:
Slunce se tmí,
v moři zem tone,
do hlubin padají
hořící hvězdy,
plameny celý svět
pohlcují,
sahá žár ohně
k samému nebi.

Pole bez osetí
úrodu dají.
Bezpráví padne,
Baldr se vrátí.
Höd a Baldr
přebývat budou
ve Valhalle
Ví někdo víc?

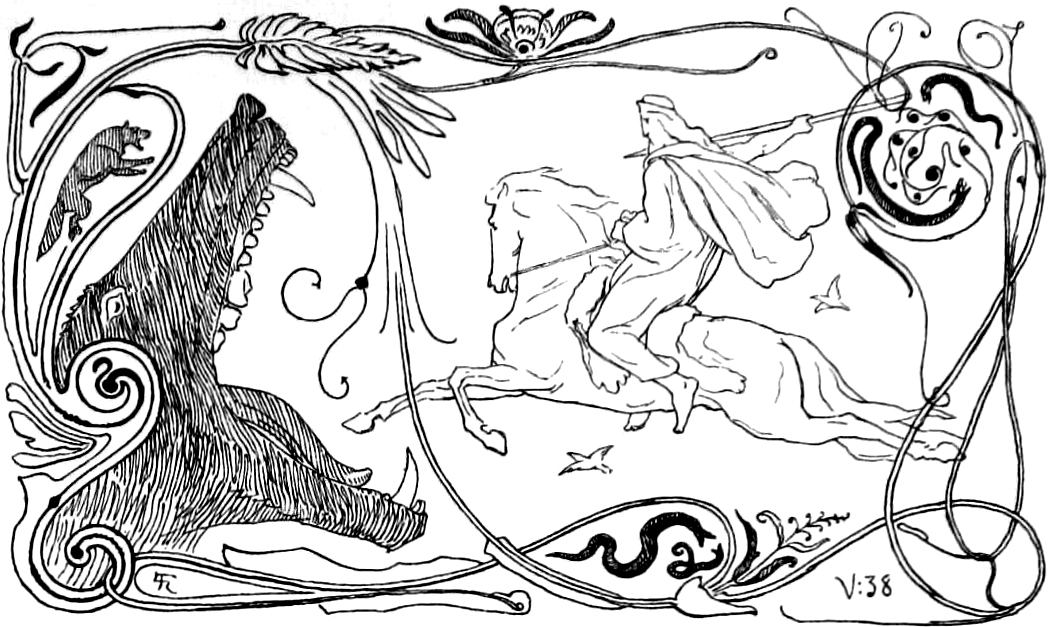
Lorenz Frølich, Ódin a Fenri (z knihy Karla Gjellerupa), 1895

Po znovuzrození Vědmina, píseň ještě zmiňuje setkání Ásů na Idské pláni a přeživšího Hoenira. V rukopise obsaženém v Hausbóku je vložen ještě verš o příchodu mocného vladaře shůry a velkém soudu - pravděpodobně pozdější křesťanský přídavek k textu.
V dalších písních Poetické Eddy jsou zmiňované další detaily o ragnaröku. Píseň o Vaftrúdnim zmiňuje val Vigríd na kterém bude bojovat Surt s bohy, fimbulvinter – strašlivou zimu předcházející ragnaröku a lidský pár Líf a Líftrasi, který jako jediný přežije a znovu zplodí lidstvo.

### Prozaická Edda
Snorriho popis události v Gylfiho oblouznění obsahuje několik nových detailů: spolknutí slunce a měsíce dvěma vlky, Týrův souboj s Garmem, Heimdallův s Lokim a nakonec přítomnost Ódinových a Thórových synů.
Zdali potom budou žít i nějací bohové a bude nějaká země a nebesa? Vysoký dí: Z moře vyvstane země a bude krásná a zelená. Pole na ní budou vzrůstat nesetá. Vídar a Váli přežijí, těm neublíží ani moře, ani Surtův plamen, a budou bydlet na Idské planině, kde býval Ásgard. Vrátí se tam též Tórovi synové Módi a Magni a přinesou Mjöllni. Z Helu přijdou Baldr a Höd. Všichni vespolek se sesednou a budou spolu rozprávět a vzpomínat na staré runy a budou rokovat o tom, co se kdysi událo, o Midgardsormovi a vlku Fenrim. A v trávě najdou zlaté kostky, v které hrávali Ásové.(...) V lese, jenž se zve Hoddmímiho háj, se skryli před Surtovým plamenem dva lidé jménem Líf a Leiftrasi. Potravou je jim ranní rosa. Z těchto lidí vzejde tak veliké potomstvo, že zalidní celý svět,(...)A možná tě udiví, že slunce zrodilo dceru neméně jasnou, než je samo, a ta bude putovat po matčině dráze,(...)
Snorri Sturluson, Gylfiho oblouznění, Prozaická Edda, 